# Isla de Bely
La isla de Bely (o isla Belyy o Beliy) (en ruso, Белый остров) es una isla costera localizado en el Ártico, entre las aguas del mar de Kara, frente a la siberiana península de Yamal.
Su nombre proviene del ruso «Белый» que traducido al español significa blanco.
Administrativamente, pertenece al óblast de Tyumen de la Federación de Rusia

## Geografía
La isla de Bely tiene una superficie de 1.810 km². Es una isla muy baja, con grandes zonas pantanosas y muchas lagunas, cubierta por la tundra, pero algunos arbustos enanos también crecen en la isla. 
Está separada del continente por el estrecho de Malygina, de 8,5 km de ancho mínimo, que está congelado, como todo el mar de Kara, la mayor parte del año. 
La zona en que el mar de Kara rodea  la isla de Bely es completamente pantanosa también. 
En la isla de Bely, cerca de su extremo Noroeste, hay una Estación Polar rusa («Popov Polyarnaya Stantsiya»)  

## Islas adyacentes
Ocupando casi totalmente la amplia bahía oriental de la isla de Bely hay una isla de 13 km de longitud y 9 de anchura, llamado Bezymyannyy, prácticamente unida a la isla principal (separadas apenas por un estrecho que la bordea de 1 km de anchura media, pero que en su parte más angosta solamente tiene 300 m). Otras dos islas, Ostrov Tabango y Ostrov Tyubtsyango, se ubican a 20 km al sur de la esquina SE de la isla de Bely.

## Véase también

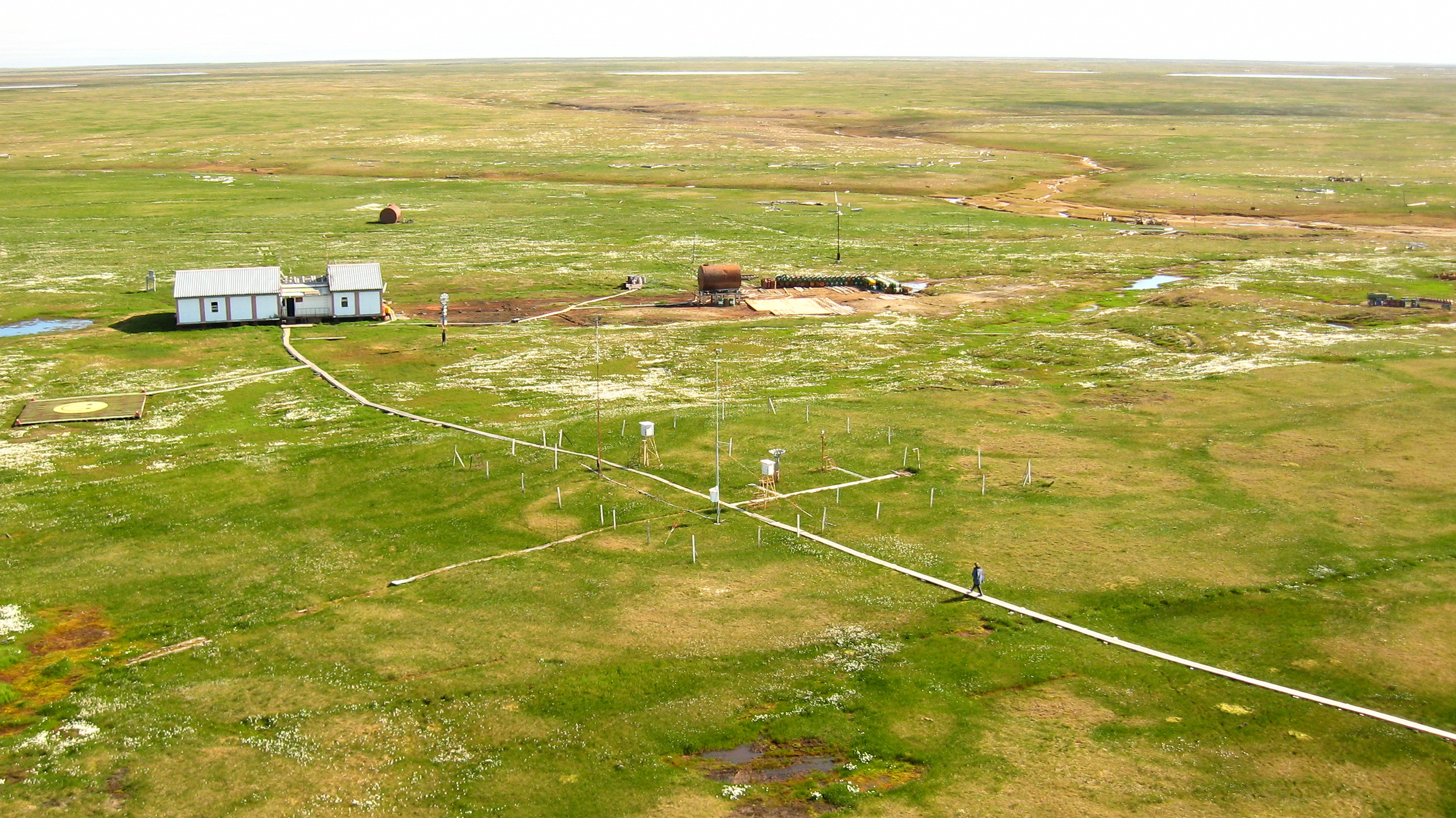
Imagen de la estación polar Popov.